# Новокнязево
Новокнязево (баш. Яңы Князев) — деревня в Шаранском районе Республики Башкортостан Российской Федерации. Входит в состав Писаревского сельсовета. Основана около 1850 года, в начале 1950-х годов — село.

## География

### Географическое положение
Находится в северной части района у впадения Князевского ручья в речку Тюльгаза, рядом с селом Сакты. Расстояние до:
- районного центра (Шаран): 33 км,
- центра сельсовета (Писарево): 7 км,
- ближайшей ж/д станции (Туймазы): 63 км.

### Климат
По комплексу природных условий деревня, как и весь район, относится к лесостепной зоне и характеризуется умеренно континентальным климатом со всеми его особенностями: неустойчивость и резкие перемены температуры, неравномерное выпадение осадков по годам и временам года. В деревне довольно суровая и снежная зима с незначительными оттепелями, поздняя прохладная и сравнительно сухая весна, короткое жаркое лето и влажная прохладная осень.
| Показатель                                                                                      | Янв. | Фев. | Март | Апр. | Май | Июнь | Июль | Авг. | Сен. | Окт. | Нояб. | Дек. |
| ----------------------------------------------------------------------------------------------- | ---- | ---- | ---- | ---- | --- | ---- | ---- | ---- | ---- | ---- | ----- | ---- |
| Средний суточный максимум, °C                                                                   | −7   | −6   | −1   | 9    | 18  | 23   | 25   | 23   | 17   | 8    | −1    | −6   |
| Средний суточный минимум, °C                                                                    | −16  | −15  | −8   | 0    | 6   | 11   | 13   | 11   | 7    | 1    | −6    | −13  |
| Норма осадков, мм                                                                               | 27   | 24   | 26   | 33   | 49  | 60   | 53   | 51   | 46   | 49   | 35    | 33   |
| Источник: Климат Новокнязево. Дата обращения: 9 февраля 2022. Архивировано 9 февраля 2022 года. |      |      |      |      |     |      |      |      |      |      |       |      |

## История
В 1850 году 7 семей марийцев, вытесненных башкирами, переселились из деревни Шаранбаш-Князево на лесную поляну, где сейчас стоит деревня Новокнязево (однако 150-летний юбилей деревни отмечался в 2004 году). Тогда между этими деревнями был сплошной лес. Жители деревни занимались полеводством, пчеловодством, коневодством, была водяная мельница.
В 1895 году деревня Ново-Князева принадлежала Кичкиняшевской волости V стана Белебеевского уезда Уфимской губернии. По описанию, данному в «Оценочно-статистических материалах», деревня находилась по склону на север, по наделу протекала речка Муча-Елга, впадающая в реку Малую-Тильгаза, на которой имелась мельница. Надел находился в одном месте, селение — на севере надела. В последнее время пашня увеличилась за счёт леса. Поля располагались по ровному и отчасти гористому месту, находясь до 2 вёрст от селения. Почва — чернозём и около 20 десятин суглинистого чернозёма. Выгон был расположен по горе, кустарник — частью по низкому, частью по гористому месту. Население занималось извозом, получая 1—1,5 копейки с воза за версту.
В 1905 году в деревне зафиксирована мельница.
По данным подворной переписи, проведённой в уезде в 1912—13 годах, деревня Князева (Ново-Князева) входила в состав Ново-Князевского сельского общества Кичкиняшевской волости. 14 хозяйств из 53 не имели надельной земли. Количество надельной земли составляло 349 казённых десятин (из неё 45,5 сдано в аренду), в том числе 310 десятин пашни и залежи, 16 десятин усадебной земли, 4 — выгона и 19 — неудобной земли. Также 15 десятин земли было куплено одним хозяйством, 88,11 — арендовано. Посевная площадь составляла 139,97 десятин, из неё 76,12 десятины занимала рожь, 32,37 — овёс, 12,85 — горох, 9,84 — греча, 7,8 — просо, остальные культуры (пшеница и полба) занимали 0,99 десятин. Из скота имелась 129 лошадей, 133 головы крупного рогатого скота, 298 овец и 40 коз, также 1 хозяйство держало 30 ульев пчёл.
В 1923 году произошло укрупнение волостей, и деревня вошла в состав Шаранской волости Белебеевского кантона Башкирской АССР.
В 1929 году был образован Сактинский сельсовет. В 1930 году организован колхоз «Пример», в том же году открыта школа, закрытая в 1934 году и превращённая в детский сад. В том же здании был открыт временный клуб.
В 1930 году в республике было упразднено кантонное деление, образованы районы. Деревня вошла в состав Бакалинского района, а в 1935 году — в состав вновь образованного Шаранского района.
В 1939 году — деревня Ново-Князево Сактинского сельсовета Шаранского района.
В 1952 году зафиксирована как село того же сельсовета, в 1959 году — уже деревня Новокнязево.
В начале 1963 года в результате реформы административно-территориального деления деревня была включена в состав Туймазинского сельского района, с марта 1964 года — в составе Бакалинского, с 30 декабря 1966 года — вновь в Шаранском районе.
19 октября 1992 года Сактинский сельсовет вместе с деревней Новокнязево был включён в состав Писаревского.
В 1999 году деревня входила в состав совхоза «Краснополянский».
По состоянию на 2014 год в личных подсобных хозяйствах деревни имелось 50 голов крупного рогатого скота (в том числе 19 коров), 37 свиней, 76 овец, 250 голов птицы.

## Население
В 2014 году постоянное население деревни составляло 125 человек в 35 семьях, из них 12 детей до 7 лет, 12 детей от 7 до 16 лет, 39 мужчин и 36 женщин трудоспособного возраста и 9 мужчин и 17 женщин старше трудоспособного возраста.
| Год  | Численность | Численность |
| ---- | ----------- | ----------- |
| 1895 | 201         | [ 18 ]      |
| 1905 | 286         | [ 19 ]      |
| 1912 | 323         | [ 20 ]      |
| 1917 | 304         | [ 21 ]      |
| 1920 | 285         | [ 22 ]      |
| 1939 | 261         | [ 23 ]      |
| 1959 | 154         | [ 24 ]      |
| 1970 | 178         | [ 25 ]      |
| 1979 | 140         | [ 26 ]      |
| 1989 | 133         | [ 27 ]      |
| 2002 | 118         | [ 28 ]      |
| 2009 | 115         | [ 29 ]      |
| 2010 | 105         | [ 2 ]       |

- 1895 год — 201 житель (108 мужчин, 93 женщины) в 36 дворах[6].
- 1902 год (по сведениям земства) — 138 мужчин из припущенников военного звания в 45 дворах[30].
- 1905 год — 286 человек (145 мужчин, 141 женщина) в 45 дворах[8].
- 1912 год — 323 человека (159 мужчин, 164 женщины) в 53 хозяйствах, припущенники из тептярей[9].
- 1917 год — 304 человека в 51 хозяйстве (299 марийцев в 50 хозяйствах и 5 русских в 1 хозяйстве)[31].
- 1920 год — 285 жителей (124 мужчины, 161 женщина) в 53 дворах (по официальным данным)[32], 282 марийца в 52 хозяйствах (по данным подворного подсчёта)[33].
- 1925 год — 52 хозяйства[32].
- 1939 год — 261 человек (121 мужчина, 140 женщин)[13].
- 1959 год — 154 человека (55 мужчин, 99 женщин)[15], преобладали марийцы[34].
- 1970 год — 178 человек (74 мужчины, 104 женщины)[35], преобладали марийцы[36].
- 1979 год — 140 жителей (55 мужчин, 85 женщин)[37], преобладали марийцы[38].
- 1989 год — 133 человека (54 мужчины, 79 женщин)[39], преобладали марийцы[17].
- 2002 год — 118 человек (49 мужчин, 69 женщин)[40], марийцы (91 %)[41].
- 2010 год — 105 человек (47 мужчин, 58 женщин)[42].

## Инфраструктура и улицы
Действует молочно-товарная ферма. Деревня электрифицирована и газифицирована, есть кладбище. Есть водопровод (протяжённость сетей — 0,7 км); источником водоснабжения является скважина, пробурённая в 1976 году. В деревне одна улица — Центральная, представляющая собой грунтовую просёлочную дорогу. Протяжённость улично-дорожной сети составляет 1,892 км; деревня соединена автодорогами с твёрдым покрытием с селом Шаран. Деревню обслуживает Шаранская центральная районная больница; фельдшерско-акушерский пункт, почтовое отделение, ясли-сад и средняя школа находятся в соседнем селе Сакты.